# Джо Карр (ганський футболіст)
Джозеф Карр (англ. Joseph Carr), відомий під коротким прізвиськом Джо Карр (англ. Joe Carr) — ганський футболіст, що грав на позиції воротаря. Відомий насамперед виступами у складі національної збірної Гани, у складі якої двічі ставав переможцем Кубка африканських націй.

## Футбольна кар'єра
Джо Карр розпочав грати в команді «Секонді Гасаакас», пізніше після 1978 року перейшов до складу команди «Асанте Котоко», в якій грав до 1984 року, та став у її складі дворазовим чемпіоном Гани та володарем Кубка Гани. З 1978 року Карр грав у складі національної збірної Гани, у складі якої 4 рази брав участь у фінальних турнірах Кубка африканських націй. У 1978 і 1982 роках Карр став у складі збірної переможцем континентальної першості. Після завершення виступів на футбольних полях Джо Карр кілька років працював тренером воротарів у іспанському клубі «Реал Сосьєдад».

## Титули і досягнення
- Володар Кубка африканських націй (2):1978, 1982